# Mariano Monterde
José Mariano Monterde Antillón y Segura (1789 – 1861) fue un General conservador mexicano, director del Colegio Militar, Gobernador de Chihuahua y Jefe Político de California.

## Origen
Nació en la Ciudad de México el 9 de febrero de 1789 en el seno de una familia acomodada, de ascendencia española y murió en la Ciudad de México el 5 de marzo de 1861.
En el año de 1812 ingresa al Cuerpo de Alabarderos encargados de la custodia del Virrey hasta que se une al Plan de Iguala en 1821. Con una carrera ascendente, es nombrado General en el año de 1840.

## Jefaturas Políticas
Después de ocupar diversos departamentos en el ejército es nombrado Jefe Político de Baja California en 1829 hasta el año de 1834 con una interrupción de 1831 a 1833 cuando fue elegido Diputado en el Congreso de la Unión. El 8 de diciembre de 1842 es nombrado gobernador y comandante militar de Chihuahua  hasta el 20 de enero de 1845.

## Director Colegio Militar
En el año de 1846 es nombrado Director del Colegio Militar de Chapultepec, al recibir noticias del avance estadounidense durante la Intervención Estadounidense en México dirige las construcciones de fortificación de la línea de Tacubaya, Cerro Gordo, San Juan Teotihuacán, Ecatepec y Chapultepec.

## Batalla de Chapultepec
Durante la batalla de Chapultepec Mariano Monterde dirigió la defensa del Castillo de Chapultepec después de Nicolás Bravo pero es capturado como prisionero de Guerra el 13 de septiembre de 1847 hasta su liberación el 29 de febrero de 1848 junto a otros 48 prisioneros. Monterde estuvo preso junto con otros oficiales desde el 13 de septiembre hasta el 29 de febrero de 1848 en que fueron liberados. El 11 de noviembre de 1847 recibe la medalla en honor a los defensores de la batalla de Chapultepec, según listado aparecido el lunes 16 de octubre de 1848 en El Correo Nacional.  Regresó a la dirección del Colegio Militar de 1848 a 1853, con un último período como director del Colegio de 1859 a 1860. 

## La Mesilla
En 1853 Mariano Monterde es designado representante de la República para las negociaciones de la Venta de La Mesilla, la cual se llevó a cabo bajo el Tratado celebrado entre la República y los Estados Unidos del Norte, sobre los límites que se firmó el 20 de julio de 1854.

## Últimos años
Falleció el 5 de marzo de 1861 y se sepultó sin honores militares ni presencia de los alumnos del Colegio Militar, en el templo de la Candelaria de Tacubaya un par de kilómetros al sur de Chapultepec; templo que aún permanece en Ciudad de México. En los años 1920s el historiador y general Torrea buscó infructuosamente la tumba de Monterde en ese templo de la Candelaria. De cualquier modo, el General Mariano Monterde es otro de los grandes héroes de Chapultepec. 